# Ocinara malagasy
Ocinara malagasy är en fjärilsart som beskrevs av Pierre E.L. Viette 1965. Ocinara malagasy ingår i släktet Ocinara och familjen silkesspinnare. Inga underarter finns listade i Catalogue of Life.